# Malka Cinka, Kărdjali
Malka Cinka (în bulgară Малка Чинка) este un sat în comuna Krumovgrad, regiunea Kărdjali,  Bulgaria. 

## Demografie
Componența etnică a satului Malka Cinka
     Turci (97,4%)
     Nicio identificare (2,59%)
     Altele (0%)
La recensământul din 2011, populația satului Malka Cinka era de 77 locuitori. Din punct de vedere etnic, majoritatea locuitorilor (97,4%) erau turci. Pentru 2,59% dintre locuitori nu este cunoscută apartenența etnică.